# 久坂玄機
久坂 玄機（くさか げんき、文政3年（1820年） - 嘉永7年2月27日（1854年3月25日））は、幕末の長州藩士、蘭学家、医師。適塾塾頭。名は真（まこと）、静。天籟と号す。久坂玄瑞の兄。

## 経歴
文政3年（1820年）長門国萩平安古（ひやこ）石屋町（現・山口県萩市）に萩藩医・久坂良迪、富子の長男として生まれる。長州藩医きっての俊英で、弟の玄瑞とともに「坂家の連璧（ばんけのれんぺき）」と称せられた。久坂玄瑞とは20歳の年の差があったが、後の玄瑞の思想、行動に大きな影響を与えた。
弘化4年（1847年）6月に緒方洪庵の適塾に客分の処遇で籍を置く。翌嘉永元年（1848年）3月に適塾塾頭となる。しかし、翌年、召還の藩命が下り、好生館の都講に任ぜられる。適塾塾頭は同じ長州の村田蔵六が継承した。長州藩初の藩内種痘実施に際して、引痘主任を命ぜられ、藩下で種痘を組織的に行った。嘉永3年（1850年）6月に好生館の書物方を兼任し、また、最年少（31歳）の本道科教授となる。
海外事情に通じており、西洋軍事学に関する藩内の評価も高く、藩命により、『演砲法律』、『銃隊指揮令』、『新撰海軍砲術論』、『和蘭陀紀略内編』、『抜太抜亜志』、『新訳小史』など数多くの翻訳書を残した。このような玄機の西洋学問研究は、弟の久坂玄瑞に相当の影響と感化を与えたと言われている。
そして、海防については、幾度も藩政府から意見具申を求められ、病床にありながら、藩主毛利敬親に上書建白した数日後の嘉永7年（1854年）2月27日に逝去した。享年35。
明治44年（1911年）、正五位を追贈された。

## 登場作品
- 花燃ゆ  - 2015年、NHK、演：村上新悟